# ブロックノイズ
ブロックノイズ (blockiness)

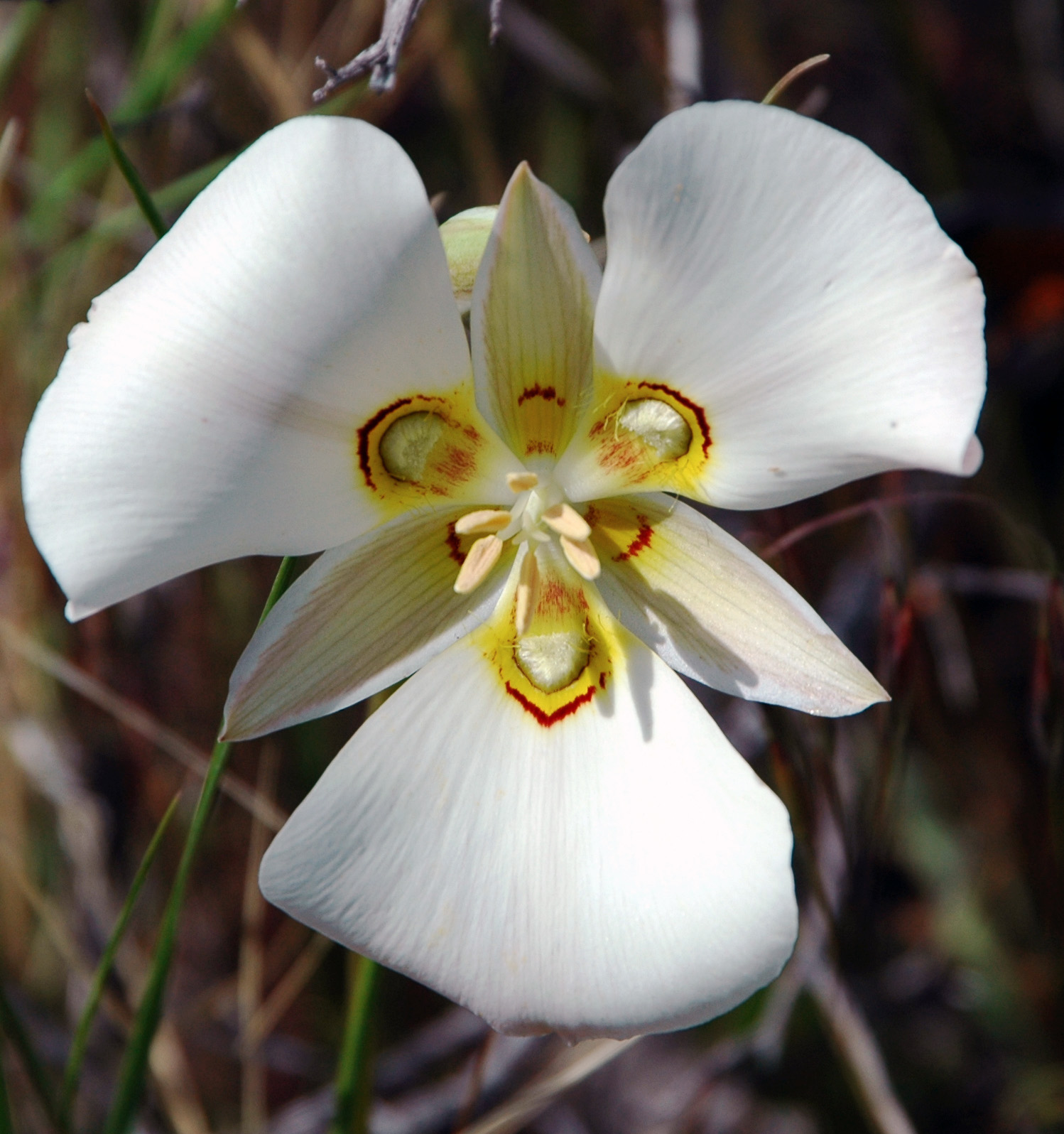
良い色階調のオリジナル画像。42 kB サムネイル

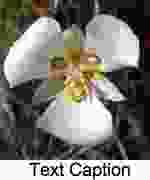
JPEG 圧縮画像。12 kB サムネイル

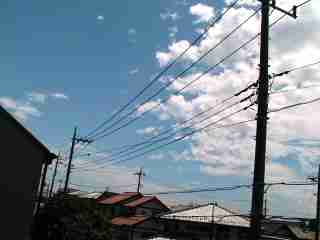
ブロックノイズの例。空の色がグラデーションになっていない

1. 磁気記録装置において、磁気ヘッドに磁性粉が付着するなどの現象（ヘッドクロッグ）が起きて磁気情報を再生できなくなったときに発生するノイズ。デジタルビデオ機器ではフレーム画を8×8などのブロックに分割して処理するものが多く四角いブロック状のノイズとなるため、このように呼ばれる。
2. デジタル映像圧縮を行った映像において画像の一部領域がモザイク状に見える現象。このノイズは模様やエッジのある部分よりも、グラデーションなどのっぺりした画像で特に目立つ。正しくはブロック歪みという。

このうち、本項では2について解説する。

## 概要
右下の風景の写真で、とくに空の色がグラデーションになっていないが、これがブロックノイズである。
MPEG-2やJPEGなどの高効率符号化方式では、離散コサイン変換 (DCT) を採用している。この方式は画像を小さな矩形ブロック（MPEG-2では16×16ピクセル）に区分し、ブロック単位で効率の良い符号を割り当てることでデータ圧縮を行う。この際、各ブロックに対して割り当てられる情報量に上限があるため、高い周波数成分を省略することで圧縮、すなわち情報量の削減をしている。結果として元の情報には戻せない非可逆圧縮となる。圧縮の割合が高くなると高周波成分の量子化数を下げるだけでは対応できなくなり、低周波成分の量子化数削減が行われる。
その結果、ブロック全体にセットアップが乗った状態となり、隣のブロックとの境界部分で輝度値や色値の連続性が失われ、ブロック状の輪郭が目立って見苦しくなる。また、見た目ではブロック間に段差が生じているように見えるものの、実際には段差自体は大きくない場合もある。段差のように見えるのは、エッジの傾きがブロック間で不連続であることや、ブロック内部では高周波成分が量子化により減少しているのに対してブロック境界では高周波成分が残ることが、主な原因である。
伝送の際に十分な伝送帯域幅（ビットレート）があれば圧縮率を抑えることができ、ブロック歪は発生しにくくなる。また、コンテンツの場面ごとに異なる情報量に応じて圧縮の程度を変化させることや、可変ビットレート符号化方式 (VBR) を採用することで、ブロック歪を発生させずに平均ビットレートを下げることも可能である。
ウェーブレット変換など、ブロックノイズが原理的には発生しない符号化方式もある。
誤用されがちな用語に、ブロックノイズと同じく画面の一部のブロックが破壊されるベリノイズがあるが、これはビットレートの不足によるものではなく、ビットエラーによるものである。